# Liste der Mitglieder der Deutschen Akademie der Naturforscher Leopoldina/1687
Die Liste der Mitglieder der Deutschen Akademie der Naturforscher Leopoldina für 1687 enthält alle Personen, die im Jahr 1687 zum Mitglied ernannt wurden. Insgesamt gab es drei neu gewählte Mitglieder.

## Mitglieder
| Nr. | Name                 | Beiname      | Geboren       | Aufnahme | Gestorben     | Bild         |
| --- | -------------------- | ------------ | ------------- | -------- | ------------- | ------------ |
| 154 | Johann Jakob Martini | Plato II.    | 24. Juli 1659 | 1. Jun.  |               |              |
| 155 | Daniel Nebel         | Achilles II. | 24. Sep. 1664 | 1. Jun.  | 15. März 1733 | Daniel Nebel |
| 156 | Hermann Dülcken      | Sokrates II. | 6. Dez. 1660  | 1. Jun.  |               |              |